# Soulex
Muziekvereniging Soulex werd in 1986 opgericht in de toenmalige gemeente Budel, die tegenwoordig deel uitmaakt van Cranendonck. De vereniging stelt zich ten doel de situatie van popmuzikanten en -bands in de regio Cranendonck te verbeteren. 

## Popoefenruimte
Tot aan de realisatie van de popoefenruimte in Gemeenschapshuis De Borgh te Budel, midden jaren 90 van de  vorige eeuw, waren muzikanten en bandjes genoodzaakt om te repeteren in schuren en zolders. Na veel inspanning en lobbywerk is de ruimte er gekomen en kunnen muzikanten in een professionele omgeving repeteren. Dankzij geluidsisolatie ondervindt de omgeving hiervan geen hinder of last.

## Uitvoeringen en presentaties
Soulex organiseert één keer per jaar een groepenpresentatie, waarbij lokale en regionale bands de gelegenheid hebben op te treden voor een breder publiek.
Verder organiseert Soulex jaarlijks in het voorjaar een open podium, waarbij het veelbelovendste talent wordt beloond met een wisseltrofee en studiotijd krijgt om een demo op te nemen.
In het 25-jarig jubileum jaar (2011) werd een kampvuursessie georganiseerd waarbij vooral akoestische bands optraden. Vanwege de zeer positieve reacties van het publiek wordt dit evenement sindsdien jaarlijks in de zomer georganiseerd.

## Triestes wisseltrofee
- 1994: Wayang Thee
- 1995:
- 1996:
- 1997:
- 1998: $500
- 1999: The Forsaken
- 2000: Leech
- 2001: Opiate
- 2002: Feed Forward
- 2003: Super 88
- 2004: Full of Hate
- 2005: The Anti-Meritocratics
- 2006: Project-A
- 2007: Fire of Autumn
- 2008: 9th Wonders
- 2009: Pocket Full Of Blues
- 2010: Clock
- 2011: Stardom Junkies
- 2012: Cheek Dimples

## Soulex wisseltrofee
- 2013: Skyway Avenue
- 2014: The Backstabbing Bastards
- 2015: Speed Queen (B)
- 2016: Argonath (B)
- 2017: Velvet Antlers
- 2018: De Stekkers
- 2019: Ten Pickles For Johnny
- 2023: Jane Doe